# Alfredo Cruz
Alfredo Cruz (né le 2 août 1990) est un coureur cycliste américain.

## Palmarès
- 2008
  -  Champion des États-Unis de poursuite par équipes juniors
- 2009
  -  Médaille de bronze de la course en ligne des championnats panaméricains espoirs
- 2011
  - 2e étape de la Valley of the Sun Stage Race